# Rivière Blanche (vattendrag i Kanada, Québec, lat 46,05, long -73,64)
Rivière Blanche är ett vattendrag i Kanada.   Det ligger i provinsen Québec, i den sydöstra delen av landet, 170 km öster om huvudstaden Ottawa.
Trakten runt Rivière Blanche består till största delen av jordbruksmark. Runt Rivière Blanche är det ganska tätbefolkat, med 54 invånare per kvadratkilometer.